# Siegfried Günter

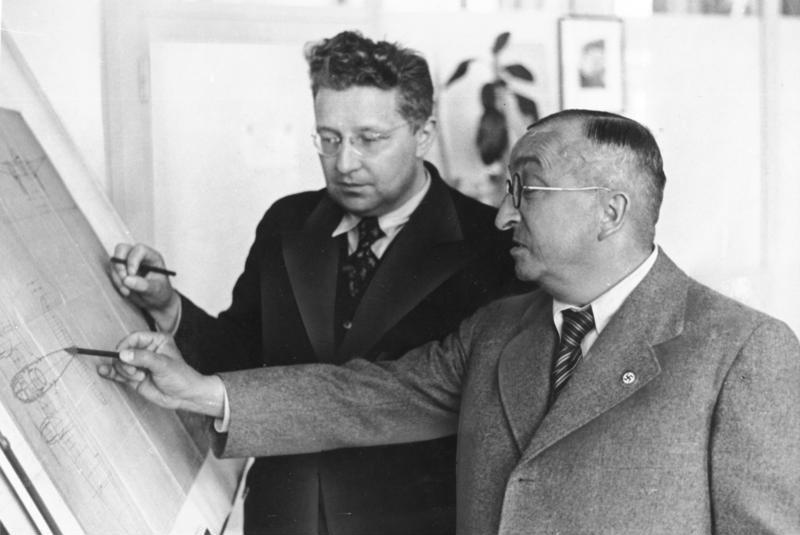
Siegfried Günter (links) mit Ernst Heinkel (1941)

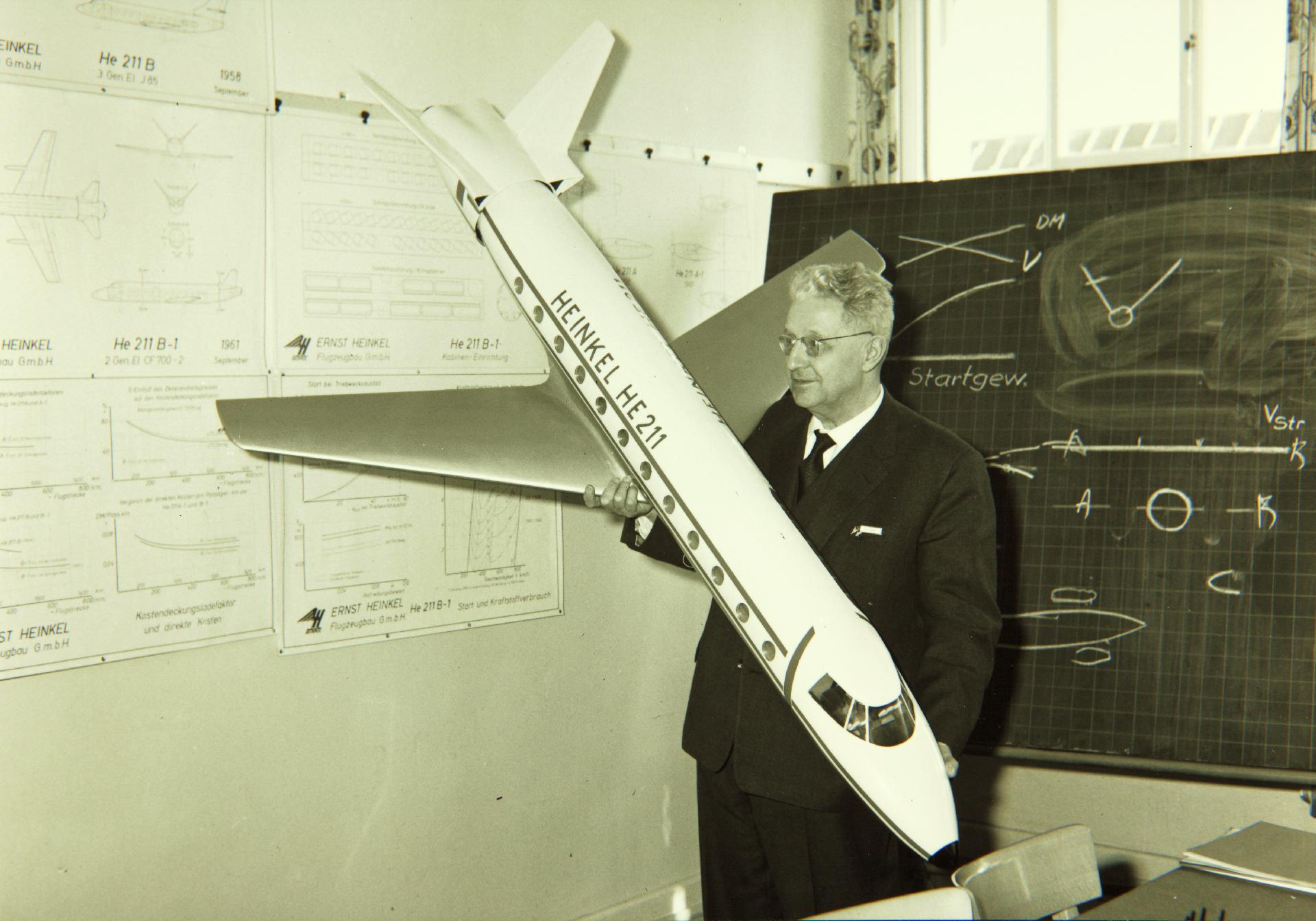
Siegfried Günter mit einem Modell der He 211 (1962)

Siegfried Günter (* 8. Dezember 1899 in Keula, Thüringen; † 19. Juni 1969 in Berlin) war ein deutscher Flugzeugkonstrukteur.

## Leben
Die Zwillingsbrüder Walter und Siegfried Günter wurden 1899 im thüringischen Keula geboren. Sie nahmen am Ersten Weltkrieg teil und begannen 1920 nach der Entlassung aus britischer Kriegsgefangenschaft gemeinsam ein Maschinenbaustudium in Hannover. Während ihres Studiums entwickelten die Brüder in Hamburg den Motorsegler „Roter Vogel“ und bei der Bäumer Aero GmbH den Sporteindecker „Sausewind“. Siegfried Günter erhielt im März 1926 sein Diplom, während sein Bruder aufgrund der Tätigkeit bei Bäumer das Studium abbrach. Im Januar 1931 erhielt Siegfried Günter eine Anstellung als Konstrukteur bei den Heinkel-Flugzeugwerken in Warnemünde. Im folgenden Juli kam sein Bruder hinzu und beide entwarfen als erstes unter der Leitung von Hans Regelin das aus dem „Sausewind“ abgeleitete Sportflugzeug He 64.
Siegfried Günter und sein Zwillingsbruder Walter, der 1937 bei einem Autounfall tödlich verunglückte, sowie Karl Schwärzler und Ernst Heinkel bildeten bei Heinkel in Rostock ein schöpferisches Team. Die als „vierblättriges Kleeblatt“ bezeichnete Gruppe arbeitete in der legendären Halle 3 und bildete in den 1930er-Jahren das vielleicht erfolgreichste Team des deutschen Flugzeugbaus. So waren sie unter anderem für die Konstruktion der Heinkel He 70 und Heinkel He 111 verantwortlich.
Heinkel beschrieb die beiden Zwillingsbrüder Siegfried und Walter Günter mit den Worten: „Sie ergänzten sich in einer für meine Absichten geradezu idealen Art und Weise. Siegfried war ein rechnender Techniker. Walter war mehr der Künstler, der ein unerhörtes Gefühl für die ästhetisch schöne und damit schnelle Form des Flugzeugs besaß. Sie konnten das aerodynamische Gesicht schaffen, nach dem ich suchte.“
Siegfried Günter entwickelte 1944 unter „brennendem Himmel“, wie er später sagte, die Heinkel He 162 mit Strahlantrieb und Karl Schwärzler konstruierte sie. Entwicklung, Konstruktion, Vorserienbau, Erprobung und Produktion liefen nahezu gleichzeitig und so konnte die erste He 162 schon nach nur drei Monaten ihren Jungfernflug absolvieren.
Nach dem Ende des Zweiten Weltkriegs erstellte Siegfried Günter 1945 einige Monate lang für den Technical Service der USA technische Rekonstruktionen seiner letzten Arbeiten Heinkel-Strahlflugzeugprojekte betreffend. Im Rahmen der Aktion Ossawakim wurde er im Oktober 1946 in die Sowjetunion gebracht und als Abteilungsleiter des OKB-2 innerhalb des in Podberesje bei Moskau befindlichen Flugzeugwerks Nr. 1 bis 1954 zwangsverpflichtet.                                                                                                                                                                                                                                                                                                                                                                                                                                                                                                                                                                                                                                                                                                                                                                                                                                                                                                                                                                                                                                                                                                                                                                                                                                                                                                                                                                                                                             Er folgte Ernst Heinkel nach seiner Rückkehr in dessen schwäbische Heimat, ebenso wie viele andere Ingenieure aus der Entwurfsabteilung der Firma Heinkel, unter ihnen Karl Schwärzler, Ernst Kleinemeyer und Jupp Köhler. Nach der Freigabe des deutschen Luftraumes waren die beiden Heinkel-Ingenieure Günter und Schwärzler in München am Bau des ersten Senkrechtstarters VJ 101 C beteiligt.
Siegfried Günter achtete beim Entwurf seiner Flugzeuge immer besonders auf Aerodynamik. So ist es nicht verwunderlich, dass auch einer seiner Schüler, Xaver Hafer, der ab 1939 mit ihm zusammenarbeitete und später an der TU Darmstadt den Lehrstuhl für Flugtechnik innehatte, einen Forschungsschwerpunkt auf Aerodynamik setzte.